# Danga-Gboudou
Pour les articles homonymes, voir Danga.
Danga-Gboudou est une commune rurale de la préfecture de la Ouaka, en République centrafricaine. Elle s’étend au nord-ouest de la ville de Bambari.

## Géographie
La commune est située au centre de la préfecture de la Ouaka. Elle est limitrophe de la Basse-Kotto. La plupart des villages sont localisés sur l’axe : Bambari – Ippy.
| Koudou-Bégo   | Baïdou-Ngoumbourou |              |
| Pladama-Ouaka | Danga-Gboudou      | Haute-Baïdou |
| Bambari       | Ngougbia           |              |

## Villages
La commune compte 111 villages en zone rurale recensés en 2003 : Abrouko, Afrotcho, Afrotcho 1, Afrotcho 2, Andjou 1, Andjou 2, Angba, Assamba, Azoumbeti, Badja, Badja, Balecho, Balingba, Balingo, Bamado, Batare, Behengue, Bengba, Biade, Binguinendji, Binguipou, Boua 2, Boulouba, Boyokette, Boyokette, Chimbolo 1, Chimbolo 2, Dakrondji, Dimbissi, Djoubissi, Ebenguere, Fangou Kota, Fangou-Kette, Ferme Clamendji, Ferme Mbrepou, Gatchiko, Gbalongo, Gbanou, Gbotolo, Godjendji, Gomara 4, Gomara-Koulou, Gone Guianguou, Gotchele, Goubali, Gralindji, Grangao, Grapou, Horaleba, Ikoundale, Kapou 1, Kapou 2, Keda, Kombele, Konendji, Korro, Kotiyo, Kouzoukoubou, Krade, Makossika, Malekra, Maleyangba, Malipou, Maloum 1, Maloum 2, Mamoudou, Manga, Marago, Mbatibla 1, Mbatibla 2, Nassiri, Ndabaga, Ndassima, Ndemagofo, Ngora, Ngouloungbanga, Ngouyali, Ngouyombo, Nguerede, Ngurepayo, Obou, Ouadjourou, Ouamiri, Ouga, Passendro, Passera, Pouade, Poukili, Pouligba, Pounebingui, Pounembale, Pounessara, Pousserendji, Rehondji, Seko, Sindo, Tagbara 1, Tagbara 2, Tamara, Tapou, Trogo 3, Trogode, Wadjia, Wamandji, Wangai (Djatingo), Yanede 1, Yanede 2, Yangoupou, Yangoupou 1, Yaraoua, Zounede.

## Éducation
La commune compte 9 écoles publiques : à Liwa, Kombelet, Krade, Agoudou-Manga, école Maloum à Andjou, Goubali, Ngouyali, Tagbara, Djoubissi, Ndassima, Gralendji, Nguerepayo, Chimbolo.

## Société
La commune est le siège des paroisses catholiques Notre-Dame d'Agoudou-Manga fondée en 1947, et Saint Charles Lwanga de Beko, elles dépendent du diocèse de Bambari.